# Dorian Mortelette
Pour les articles homonymes, voir Mortelette.
Dorian Mortelette, né à Armentières le 24 novembre 1983, est un rameur qui pratique l'aviron avec l'équipe de France. Il mesure 1,95 m pour 90 kg. Il s'entraîne actuellement au pôle France de Nancy. Licencié au club Boulogne 92 depuis 2019.
Médaillé de bronze aux Jeux olympiques de Pékin en quatre de pointe sans barreur, il a décroché l'argent, associé à Germain Chardin, aux Jeux de Londres en deux sans barreur.

## Palmarès

### Jeux olympiques
- 2008 à Pékin,  Chine
  -  Médaille de bronze en quatre sans barreur en 6 min 09 s 31

- 2012 à Londres,  Royaume-Uni
  -  Médaille d'argent en deux sans barreur

- 2016 à Rio de Janeiro,  Brésil
  - 5e en deux sans barreur

### Championnats du monde

#### Junior
- 2000 :  Juniors 2e (argent) en quatre de couple
- 2001 :  Juniors 1er (or) en quatre de couple

#### Senior
- 2006 à Eton,  Royaume-Uni
  - 6e en quatre sans barreur
- 2007 à Munich,  Allemagne
  - 6e en quatre sans barreur
- 2009 à Poznań,  Pologne
  - 4e en deux sans barreur
- 2010 à Karapiro,  Nouvelle-Zélande
  -  Médaille d'or en quatre de pointe

### Championnats d'Europe
- 2008 à Marathon,  Grèce
  -  Médaille d'or en huit barré
- 2009 à Brest,  Biélorussie
  -  Médaille de bronze en huit barré

### Jeux méditerranéens
- 2009 à Pescara,  Italie
  -  Médaille d'argent en deux sans barreur

### Championnats de France
- 2008 :  1er (or) deux sans barreur
- 2009 :  1er (or) deux sans barreur
- 2010 :  2e (argent) deux sans barreur
- 2011 :  1er (or) deux sans barreur
- 2012 :  1er (or) deux sans barreur
- 2013 :  1er (or) deux sans barreur
- 2014 :  1er (or) deux sans barreur
- 2015 :  1er (or) deux sans barreur
- 2016 :  1er (or) deux sans barreur
- 2019 :  3e (bronze) huit
- 2019 :  3e (bronze) indoor
- 2020 :  1er (or) indoor
- 2021 :  2e (argent) quatre avec barreur
- 2021 :  2e (argent) indoor
- 2022 :  3e (bronze} relais mixte indoor
- 2022 :  2e (argent) relais mixte handi/valide indoor
- 2022 :  2e (argent) indoor
- 2022 :  1er (or) quatre avec barreur
- 2022 :  1er (or) quatre de couple sprint
- 2023 à Vichy :  1er (or) deux de couple

## Spécialité
- Quatre sans barreur (avec Germain Chardin, Julien Despres, Jean-Baptiste Macquet en 2010)
- Deux sans barreur (avec Germain Chardin en 2009)
- Quatre sans barreur (avec Germain Chardin, Benjamin Rondeau, Julien Despres)